# Lalldhwojia
Lalldhwojia är ett släkte i familjen flockblommiga växter. Det beskrevs av Michel A. Farille 1984.

## Arter
Släktet omfattar fyra arter i Himalaya:
- Lalldhwojia acronemifolia (H.Wolff) M.F.Watson ex D.G.Long
- Lalldhwojia cooperi Farille
- Lalldhwojia pastinacifolia Pimenov & Kljuykov
- Lalldhwojia staintonii Farille